# Calavon
Le Calavon, aussi appelé Coulon, est une rivière qui s'écoule dans les départements des  Alpes-de-Haute-Provence puis de Vaucluse,  entre le Luberon et les monts de Vaucluse, dans la région Provence-Alpes-Côte d'Azur. Elle est un affluent droit de la Durance, donc sous-affluent du Rhône.

## Géographie
Le Calavon prend sa source au village de Banon, sur les contreforts du plateau d'Albion, dans l'ouest du département des Alpes-de-Haute-Provence) à 800 m d'altitude. Il coule d'abord du nord vers le sud, passant au travers des spectaculaires gorges d'Oppedette ou canyon d'Oppedette qu'il a creusé, puis bifurque vers l'ouest, formant alors la vallée du Calavon, entre les monts de Vaucluse au nord et le Luberon au sud et passant par les villes d'Apt et de Cavaillon.
Il conflue avec la Durance en rive droite - ou au nord -, sur la commune de Caumont-sur-Durance, juste en face de Cabannes, à 57,5 m d'altitude.
La longueur du cours d'eau est de 86,9 km.

## Communes et cantons traversés
Dans les deux départements des Alpes-de-Haute-Provence et de Vaucluse, le Coulon traverse vingt communes, six cantons et deux arrondissements :
- communes (dans le sens amont vers aval) : Banon (source), Simiane-la-Rotonde, Oppedette, Viens, Céreste, Castellet (passage en Vaucluse), Saint-Martin-de-Castillon, Caseneuve, Saignon, Apt, Roussillon, Bonnieux, Goult, Beaumettes, Ménerbes, Oppède, Maubec, Robion, Cavaillon, Caumont-sur-Durance (confluence).
- cantons, canton de Banon (source) puis canton de Reillanne, canton d'Apt, canton de Gordes, canton de Bonnieux et canton de Cavaillon (confluence),
- arrondissements : arrondissement de Forcalquier (Alpes de Haute-Provence) et arrondissement d'Apt (Vaucluse).

## Affluents

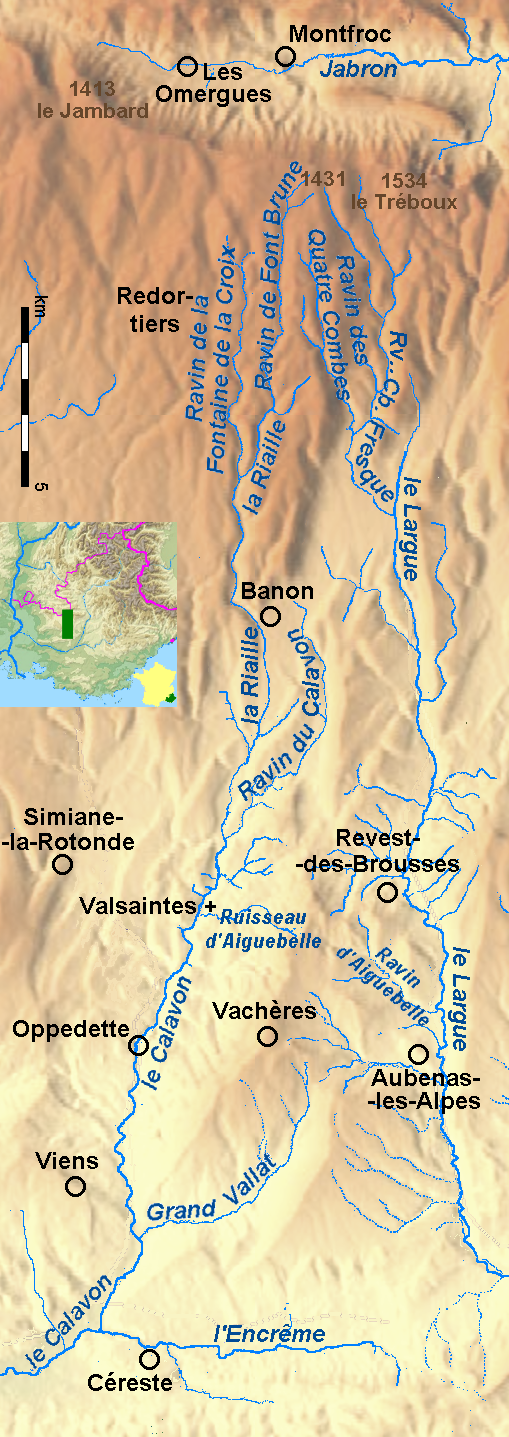
Les cours supérieurs du Calavon, du Largue et du Jabron.

Le Coulon a trente-six-affluents référencés :
- la Riaille (Haute-Provence) (rd[note 1]), - sandre:X3400500 - 20,7 km sur quatre communes avec un affluent.
- le ravin de la Prée (rd) avec un affluent :
  - le ravin du Brusquet
- le ruisseau d'Aiguebelle (rg)
- le ravin de Tirecoul (rd)
- la ravin de la Combe Fresque (rg)
- le ravin de la Mourre (rg)
- le ravin de l'Argentière (rd)
- le ravin de Tribudelier (rd)
- le Grand Vallat (rg) 8 km sur les limites de trois communes avec deux affluents
- l'Encrême (rg) 10,5 km sur trois communes avec trois affluents
- le ravin des Fouix,(rd)
- la ravin de Marlençon (rg)
- le ravin de la tour d'Embarbe (rg)
- le ravin de Sarrièes (rg)
- le ruisseau de Battarel (rg)
- le torrent de la Buye (rd)
- le ravin du Suif (rg)
- le Fossé de Beylon (rg)
- le vallon du Frau (rd)
- le vallon du Dévens (rd)
- le Marinier (rd) 2,1 km sur la seule commune de Caseneuve.
- le Rablassin (rd) 5,7 km sur deux communes  Saignon et Caseneuve.
- le ravin de la Masque (rd)
- la Dôa (rd) 15,9 km sur quatre communes et avec deux affluents : bassin versant de 71 km2
- le Rimayon (rg) 3,3 km sur les deux communes d'Apt et Saignon.
- le vallon de Rocsalière (rg)
- la Riaille (Apt), - sandre:X3450540 - (rd) 7,8 km sur trois communes : Apt, Saint-Saturnin-lès-Apt, Villars.
- le ruisseau des Grandes Terres (rd)
- le ruisseau de Mauragne (rg)
- l'Urbane (rd) 8,7 km sur les quatre communes de Roussillon, Apt, Gargas, Saint-Saturnin-lès-Apt avec quatre affluents
- le ruisseau de Saint-Privat (rg)
- la Riaille (affluent gauche), - sandre:X3460680 - (rg) 5,3 km
- l'Imergue (rd) 16,8 km sur quatre communes avec trois affluents.
- le Réal (rg) 8,3 km sur deux communes : Ménerbes et Lacoste.
- le Valadas (rg) 3,3 km sur les deux communes de Oppède, Ménerbes sans affluent référencé.
- la Sénancole (rd) 12,6 km sur trois communes et avec deux affluents.
- le Boulon (rg) 3,6 km sur trois communes sans affluent référencé.

Géoportail signale de plus le Grand Valat -sandre:x3410700- de 8,3 km en rive gauche qui est bien dans la zone hydrographique Le Coulon du ravin de la Prée au Grand Vallat inclus (X341).

## Histoire

### Antiquité

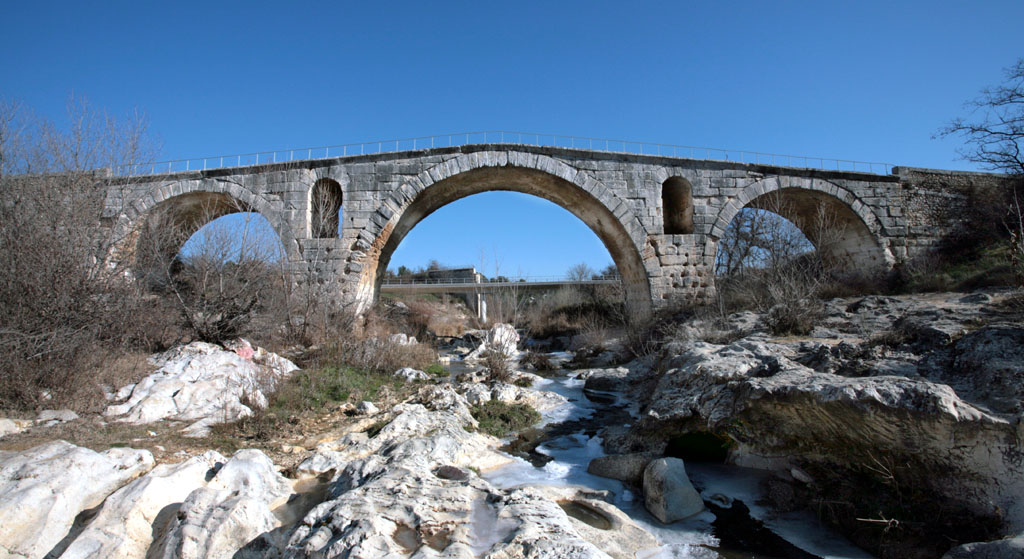
Le pont Julien vu de l'est à Bonnieux.

Au niveau de Bonnieux, le torrent passe sous un pont romain remarquablement conservé : le Pont Julien, datant du Ier siècle, mesure 118 m de long et a 3 arches en grand appareil. Depuis 2005, un pont moderne est venu préserver le Pont Julien de la circulation.
Ce pont, entre  Apt et Cavaillon, permettait le passage de la voie Domitienne (via Domitia). Les itinéraires antiques (carte de Peutinger) indiquent une mutatio dite ad fines (aux limites). L'emplacement de cette mutatio reste discuté mais certains l'associent aux vestiges antiques découverts au lieu-dit Maricamp, situé en rive gauche à proximité de Notre-Dame de Lumières. Pour d'autres auteurs, la mutatio se situerait quelques kilomètres en aval, au lieu-dit des Bas-Heyrauds, sur la commune de Ménerbes,.

### Moyen Âge
Dès la fin du haut Moyen Âge, les eaux du Calavon qui, dans les intervalles des grands défrichements romains et médiévaux, était une rivière très poissonneuse et de haut débit, furent utilisées pour l'installation de moulins. Les premiers répertoriés datent de 998 et ont fait l'objet d'une convention entre Teudéric, évêque d'Apt, et deux couples : Geoffroy et Madeleine, ainsi que Didon et son épouse Arantrude. Les deux couples s'engageaient à construire chacun un moulin dont il leur était accordé la moitié en pleine propriété, l'autre revenant à l'évêque. 

### Époque contemporaine
Jusqu'en 1863, la traversée du Calavon, au niveau du hameau de Lumières, se faisait par le biais d'un passage à gué. Celle-ci, malaisée à basses eaux, devenait difficile, voire impossible à hautes eaux. Un pont fut alors construit, après souscription des habitants de la commune. Les travaux auront lieu de 1864 à 1866. Détruit lors d'une crue, le 3 décembre 1872, il fut reconstruit trois ans plus tard. Plusieurs crues continuèrent à fragiliser le pont, jusqu'en 1909, date à laquelle une reconstruction, plus solide avec une travée métallique et non en bois, fut décidée.
À la traversée d'Apt, il se chargeait des effluents de la ville et surtout de ceux des fabriques de fruits confits : il en sortait sous forme d'un égout noirâtre et puant qui lui valut le surnom de « rivière la plus polluée de France » dans les années 1980[réf. nécessaire]. Son état s'est considérablement amélioré depuis, grâce à l'action du parc naturel régional du Luberon qui s'est investi dans l'aménagement et la gestion directe du Calavon/Coulon et de ses affluents dès 1990.

## Étymologie

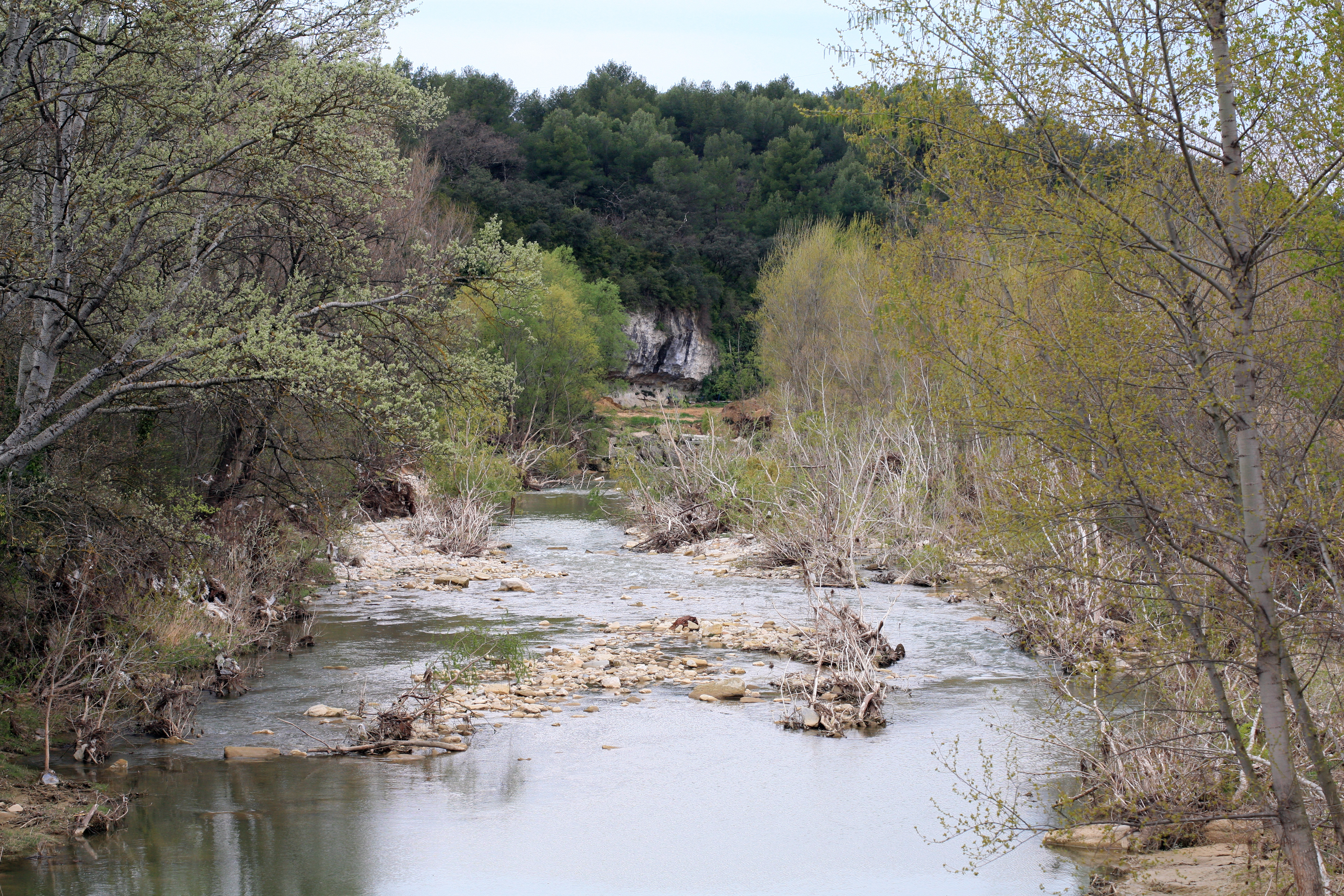
Le Calavon proche des Beaumettes.

Le Calavon est nommé pour la première fois dans le cartulaire de l'Église d'Apt (835-1130). Il apparaît dans les chartes XLVII et XLVIII, datées du 30 août 998, sous la désignation « fluvio Causalone », puis à nouveau dans la Charte LXI, datée du 30 avril 1008, comme « fluvium qui dicitur Causalone ». Il est encore cité dans la Charte LXXVII, rédigée à Apt, avant 1048, sous le vocable de « Causalonem ».  
Le Calavon change de nom pour devenir Coulon en arrivant dans la plaine du Comtat Venaissin, dans le village des Beaumettes, à proximité de l'endroit où se situait dans l'Antiquité la limite entre les territoires des peuples gaulois des Albiques - dans la montagne, vers Apt -  et celle des Cavares - dans la plaine, vers Cavaillon.
Les documents confirment l'évolution potentielle des deux dénominations puisque des vocables issus du bas latin : Aucalo, Causalo, Caudalio, on arrive à Caularo, au XIVe siècle, et à Caulaho, au XVe siècle.

## Crues
Alternant périodes de sécheresse et crues, les inondations du Calavon peuvent être aussi bien imprévisibles que spectaculaires.
C'est ainsi que le décrivait en 1863 Marie Azalaïs Martin, la « felibresso dou Couloun » :
| « ... un gaudre claperous que – d'abord simple riéu sourti di cauno aupenco quouro, crentous, s'encour dins li prat fresquierous quouro, coume un béu flume estènd sis erso rousso pièi tout-d'un-cop feroun, boumbis sus li roucas sauto de baus en baus, e, dins sa folo courso emporto aubre et restanco, anouge et serpatas. » | « ... un torrent caillouteux qui – d'abord simple ruisseau sorti des grottes alpestres tantôt, timide, s'enfuit dans les fraîches prairies tantôt, comme un beau fleuve déploie ses blondes vagues puis tout à coup, farouche, bondit sur les rochers se précipite d'escarpement en escarpement, et, dans sa course folle emporte arbres et digues, agneaux et serpents. [réf. nécessaire] » |

Années de fortes crues : 1935, 1942, 1951, 1994 et 2008.

Crue dévastatrice du Calavon à Apt (14 déc. 2008)
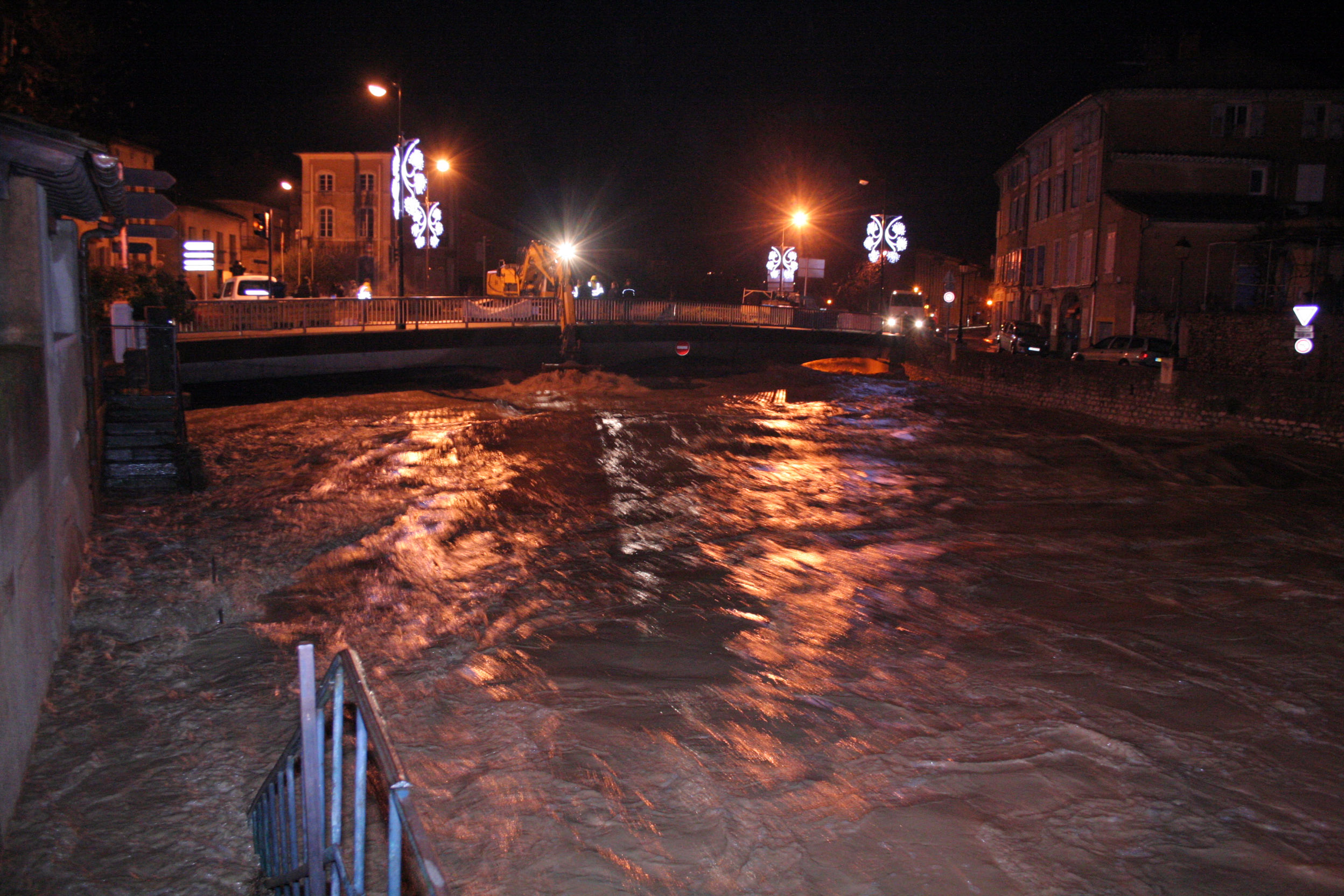
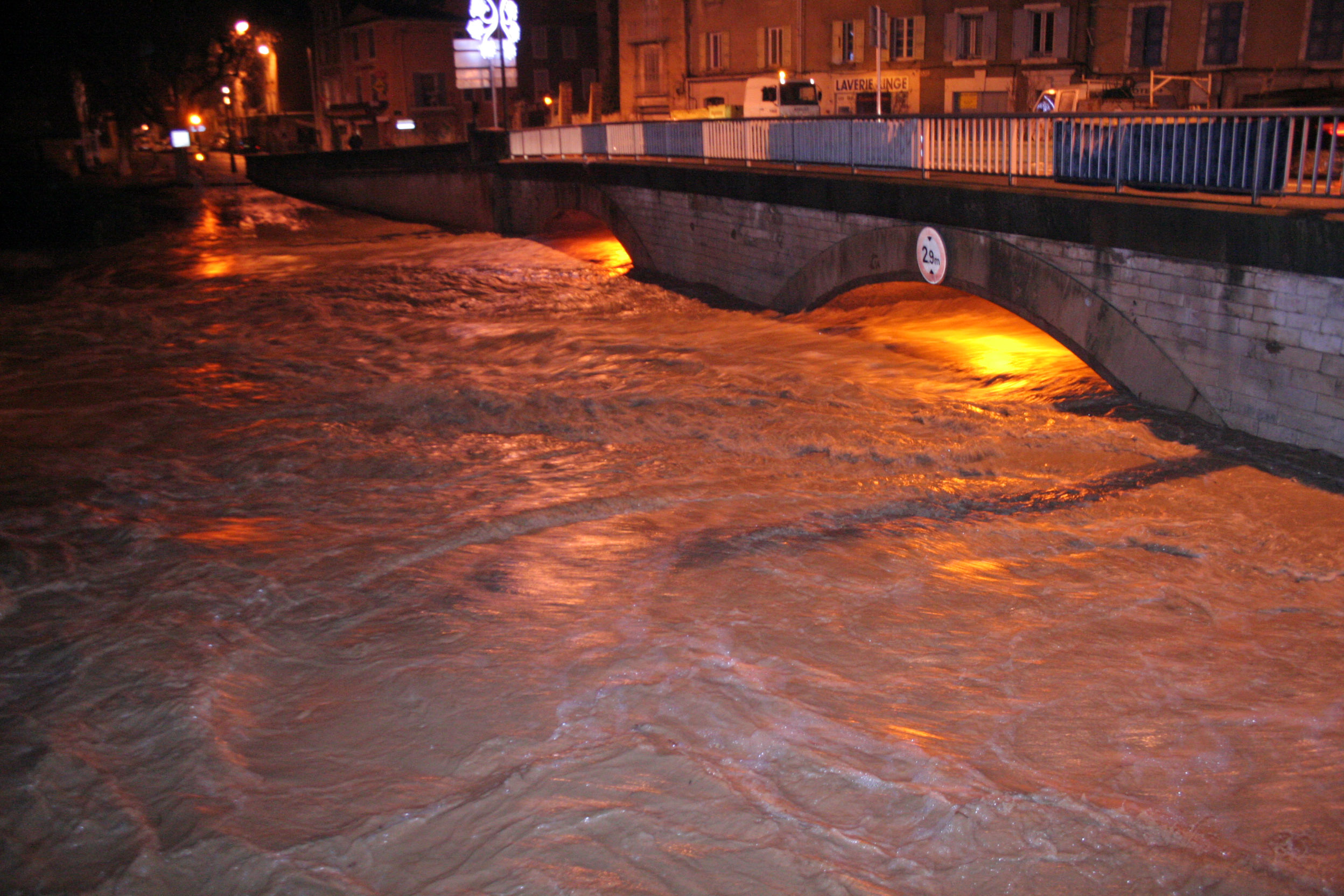
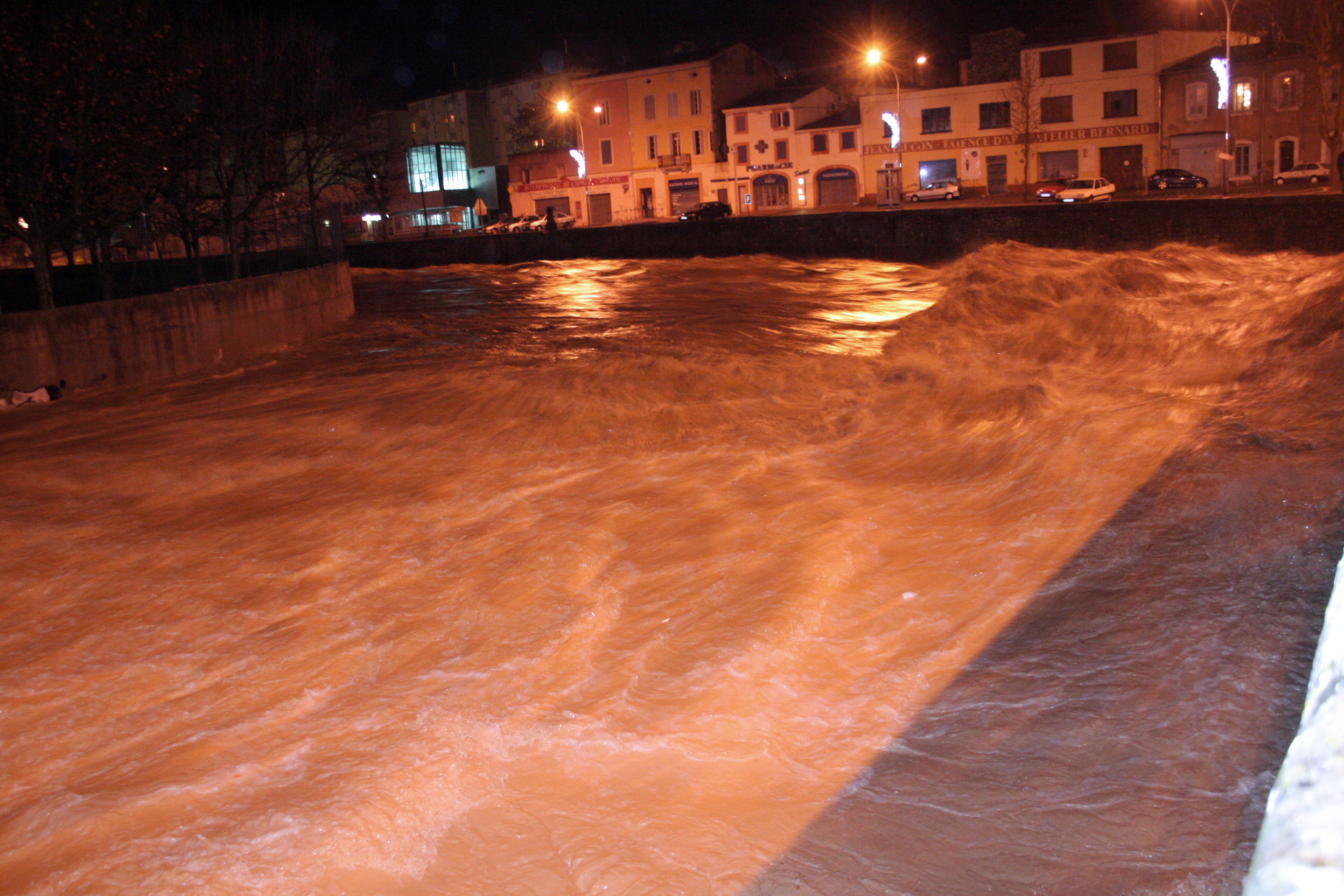
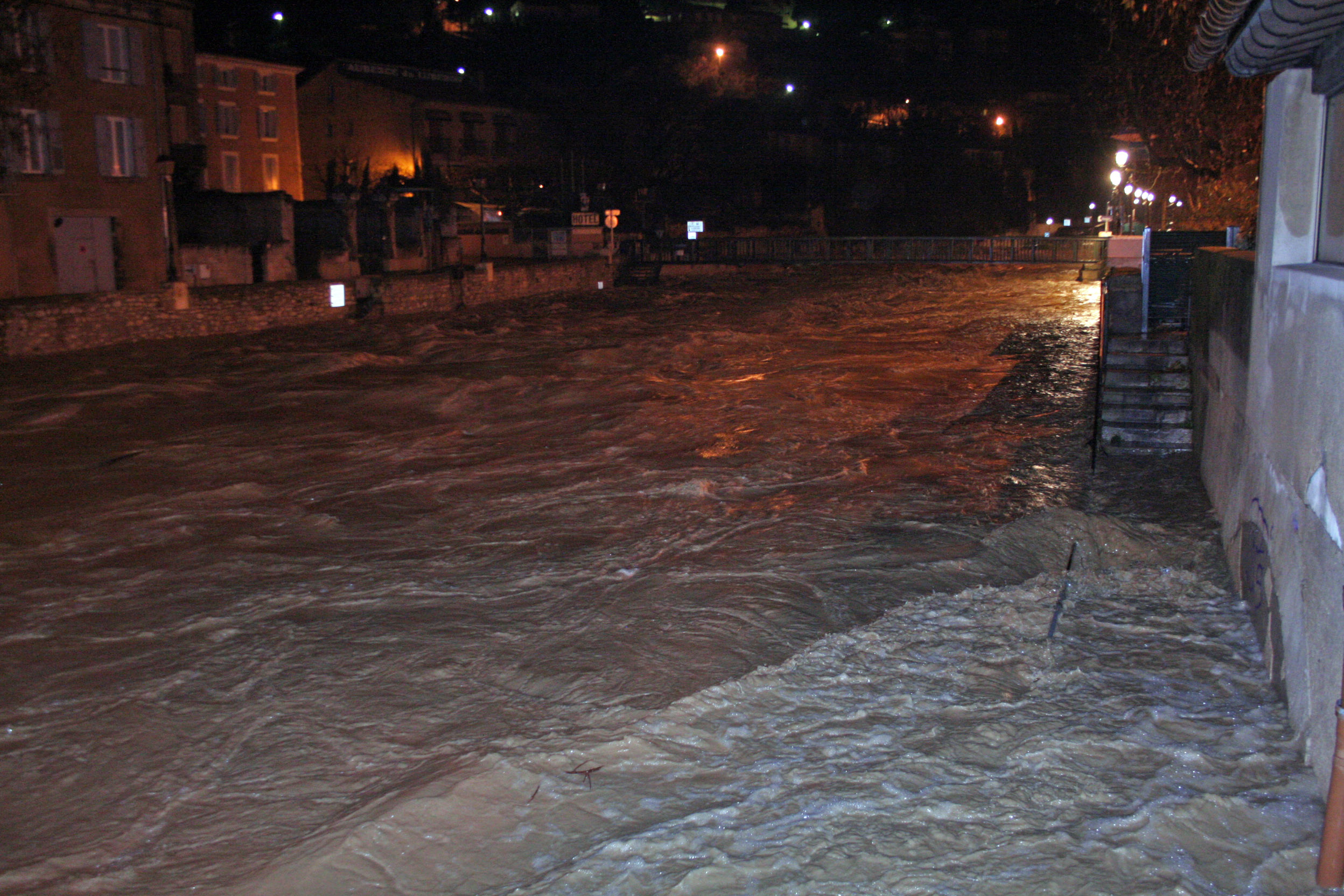
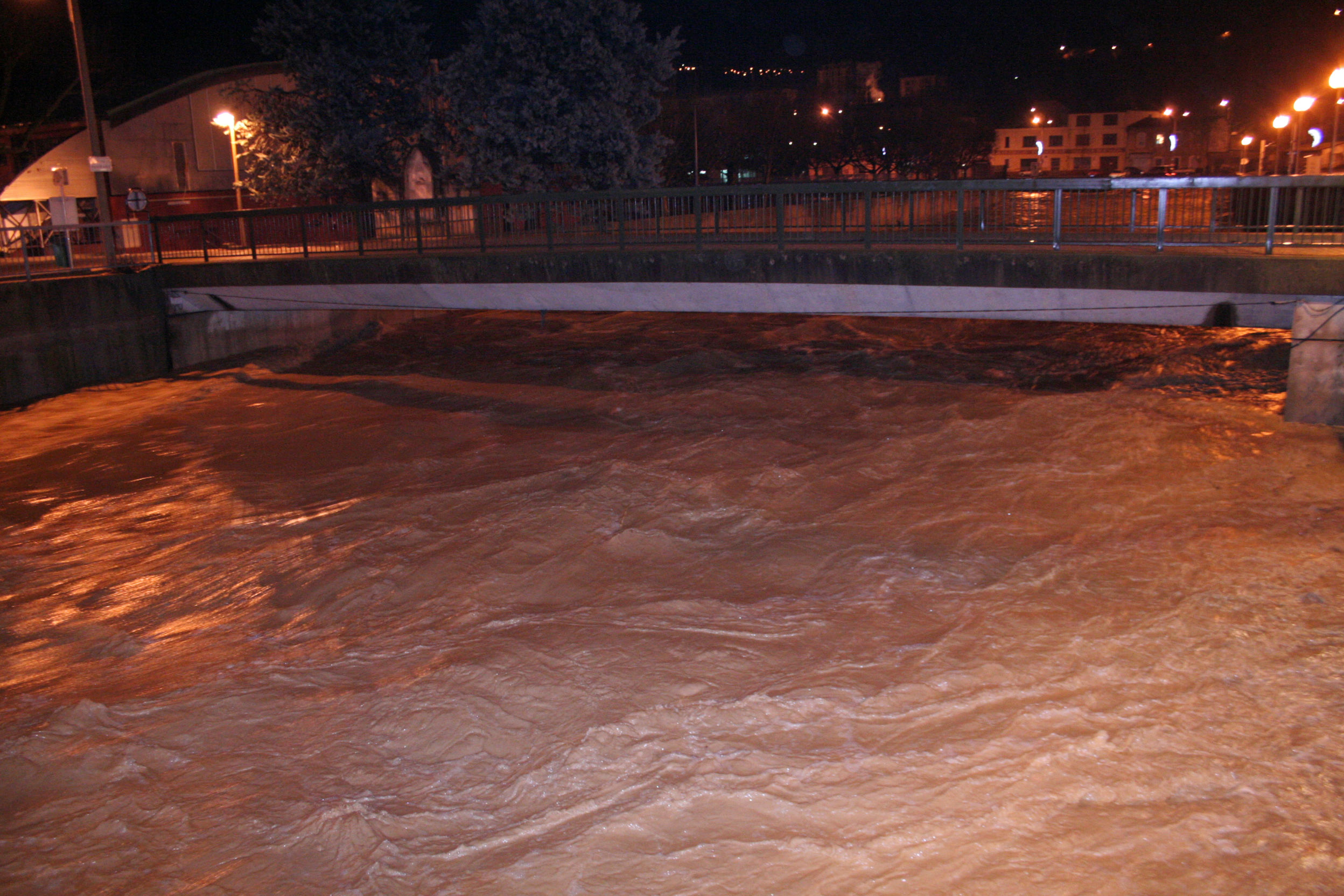

## Hydrologie

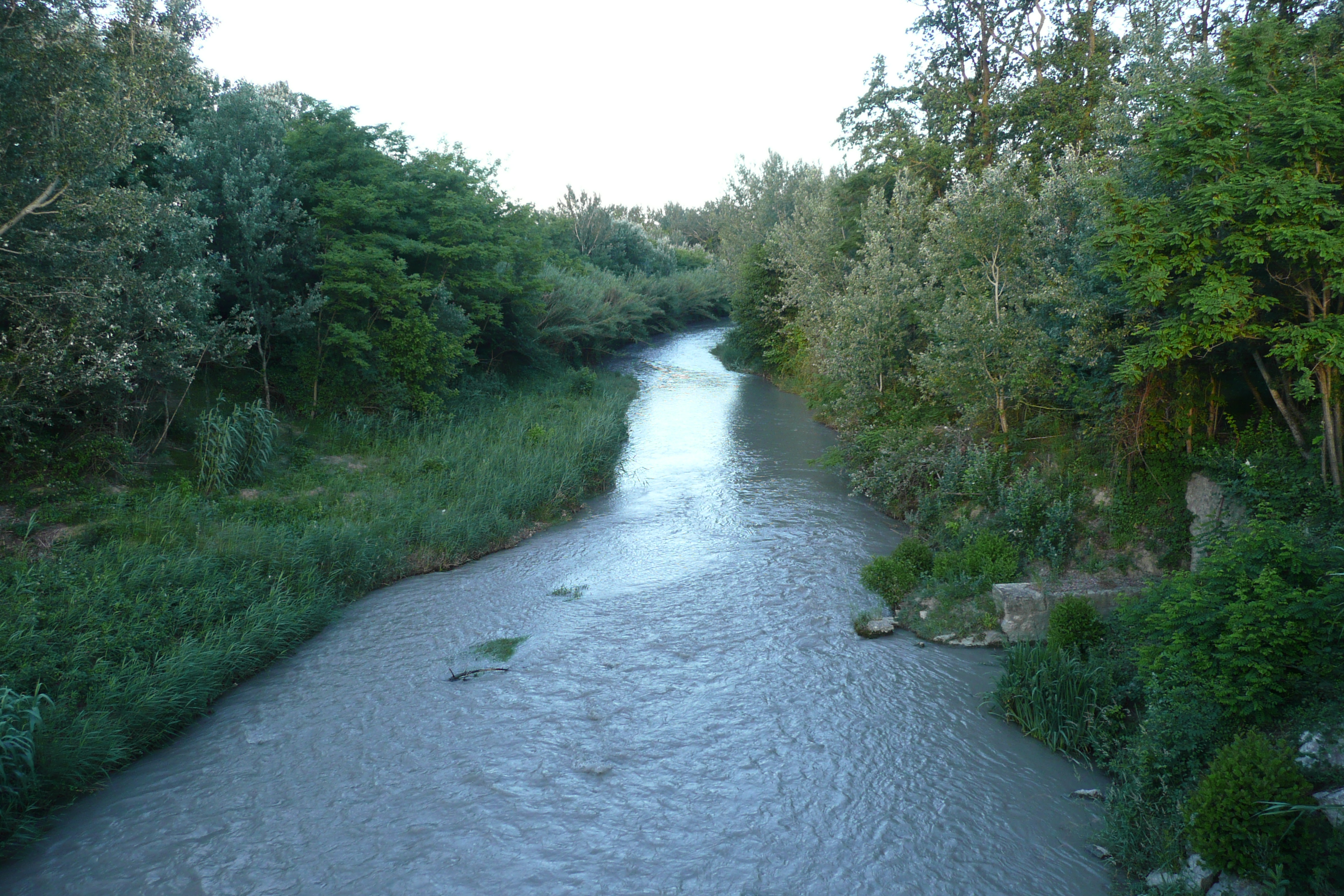
Le Calavon, devenu Coulon, près de Cavaillon.

Le module du Calavon, mesuré au niveau de la station hydrologique d'Oppède, sur une durée de 18 ans est de 1,17 m3/s (observations faites de 1996 à 2013) . La surface étudiée à cet endroit est de 450 km2, soit moins de la moitié du bassin versant du cours d'eau.
Le Calavon est un cours d'eau extrêmement irrégulier selon les années. Durant cette période, le débit moyen a oscillé entre un maximum annuel moyen de 2,37 m3/s en 2000, et un minimum annuel moyen de 0,074, soit 74 litres par seconde en 2005.
La rivière présente des fluctuations saisonnières de débit très marquées. Les hautes eaux se déroulent en automne-hiver, et se caractérisent par des débits mensuels moyens allant de 1,89 à 2,45 m3/s, de novembre à janvier inclus (avec un maximum en décembre). À partir du mois de février, le débit baisse progressivement, ce qui mène aux basses eaux d'été-automne, lesquelles qui ont lieu de juin à octobre, entraînant une baisse du débit mensuel moyen avec un plancher de 0,042 m3/s au mois d'août (42 litres), ce qui apparaît comme fort maigre. 
Étiage
À l'étiage, le VCN3 peut chuter à 1 l/s, en cas de période quinquennale sèche, ce qui revient à avoir un cours d'eau à sec ou presque.
Crues
Les crues peuvent être très importantes. Ainsi les QIX 2 et QIX 5 valent respectivement 54 et 100 m3/s. Le QIX 10 est de 130 m3/s, le QIX 20 de 170 m3/s, tandis que le QIX 50 n'a pas encore été calculé, faute d'une durée d'observation suffisante. Ces débits de crue sont de l'ordre de la moitié de ceux du Verdon à Vinon-sur-Verdon.
Le débit instantané maximal enregistré (non validé) à Oppède a été de 203 m3/s le 2 décembre 2003, tandis que le débit journalier maximal était de 115 m3/s le même jour. 
Le Calavon est une rivière fort peu abondante. La lame d'eau écoulée dans son bassin versant est de 62 millimètres annuellement, ce qui est plus de cinq fois moindre que la moyenne de la France, tous bassins confondus (320 millimètres). Le débit spécifique (ou Qsp) de la rivière atteint 2,0 litres par seconde et par kilomètre carré de bassin.